# 2490 Буссоліні
2490 Буссоліні (2490 Bussolini) — астероїд головного поясу, відкритий 3 січня 1976 року.
Тіссеранів параметр щодо Юпітера — 3,362.